# Sergej Kopytov
Sergej Vladimirovič Kopytov (in russo Сергей Владимирович Копытов?; Kókshetaý, 5 ottobre 1965) è un ex sollevatore sovietico, poi kazako, campione europeo per l'URSS nel 1990 e campione asiatico nel 1994 per il Kazakistan nella categoria dei pesi massimi primi (fino a 100/99 kg.).

## Carriera
Gareggiando per l'Unione Sovietica, vinse la medaglia di bronzo ai campionati mondiali di Budapest e la medaglia d'oro ai campionati europei di Alborg nel 1990. Per il Kazakistan fu campione asiatico nel 1994 a Hiroshima. Partecipò ai Giochi olimpici di Atlanta nel 1996, non terminando la gara nello slancio. Dopo il ritiro, avvenuto nel 1998, fu istruttore e allenatore ad Astana.